# Vinsobres
Vinsobres település Franciaországban, Drôme megyében. Lakosainak száma 1005 fő (2022. január 1.). Vinsobres Venterol, Mirabel-aux-Baronnies, Nyons, Saint-Maurice-sur-Eygues, Valréas, Villedieu és Visan községekkel határos.

## Népesség
A település népessége az elmúlt években az alábbi módon változott:
| Lakosok száma | 754  | 911  | 1062 | 1070 | 1167 | 1171 | 1115 | 1031 | 1025 | 1005 |
|               | 1968 | 1982 | 1990 | 2006 | 2013 | 2015 | 2017 | 2019 | 2020 | 2022 |